# Rhaebo atelopoides
Rhaebo atelopoides es una especie de anfibios de la familia Bufonidae.
Es endémica del departamento de Cauca (Colombia).
Su hábitat natural son los montanos secos.